# ISO 45001
ISO 45001 is een nieuwe ISO standaard in ontwikkeling die wordt uitgewerkt voor arbeidsgerelateerde veiligheid en gezondheid ("Arbo"). In internationale literatuur wordt dit "Occupational Health and Safety" (OHS) genoemd.

## Inleiding
Meer dan 6300 mensen sterven elke dag aan beroepsgerelateerde ongevallen en ziektes, dat is bijna 2.3 miljoen ieder jaar. De negatieve gevolgen van beroepsgerelateerde ongevallen en ziekten zijn significant zowel voor de werkgever als voor de werknemer. Kosten die hiermee samenhangen zijn in onder andere productiviteitskosten, kosten voor gezondheidszorg, afname kwaliteit van leven, administratiekosten, verzekeringskosten (schadeloosstellingen en premies).
De Internationale Organisatie voor Standaardisatie (ISO) is bezig een nieuwe norm te ontwikkelen ten aanzien van gezondheid- en veiligheid zorgsystemen die organisaties kunnen helpen deze negatieve gevolgen te bestrijden door het verstrekken van een kader ter verbetering van de veiligheid van de werknemer, verminderen van risico's van de werkplek en betere veiliger arbeidsomstandigheden te creëren.
De standaard wordt momenteel ontwikkeld door een Comité van gezondheid en veiligheidsdeskundigen en zal andere generieke ISO-beheersysteem benaderingen zoals ISO 14001 en ISO 9001 volgen. Het zal ook rekening houden met andere internationale normen ter zake zoals OHSAS 18001, de internationale arbeidsorganisatie ILO-OSH-richtsnoeren, diverse nationale normen van de ILO internationale arbeidsnormen en conventies.

## Structuur
De ISO 45001-norm zal gebruik maken van een gemeenschappelijke basis, structuur en definities die ook worden gebruikt voor de huidige herzieningen van ISO 14001 en ISO 9001, de ontwikkelde milieu en kwaliteit management systeem standaarden. De ISO 45001-norm staat tevens in verband met de Safety Culture Ladder (SCL) voorheen "veiligheidsladder". Dit is in lijn met wat "Annex SL" heet; de regels voor het ontwikkelen van alle ISO management standaarden. Dit zal betekenen dat de structuur van de standaard zal worden:
1. Scope
2. Normative references
3. Terms and definitions
4. Context of the organisation
5. Leadership
6. Planning
7. Support
8. Operation
9. Improvement

## Certificering
Zodra de ISO 45001 standaard is aanvaard als een officiële norm, moeten organisaties die gecertificeerd zijn voor OHSAS 18001, die zal worden ingetrokken, een aparte certificering voor ISO 45001, ILO-OSH of andere erkende certificeringen moeten aanvragen, na het verstrijken van hun bestaande certificering.

## Geschiedenis
Voordat gekomen werd tot de ontwikkeling van de standaard 45001, zijn er diverse internationale programma’s  en daarbinnen normen en standaarden ontwikkeld op het gebied van veiligheid. Voor een globaal overzicht van de evolutie tot ISO 45001 wordt hieronder een aantal van die programma’s geschetst die als scope het geheel van ‘safety management’ proces omvat, inclusief andere ISO programma’s die invloed zullen hebben op de uiteindelijke definitieve standaard.

### Voorlopers Safety Management Programma's
| Programma                                                     | Jaar       | Ontwikkelaar | Scope |
| ------------------------------------------------------------- | ---------- | --- | --- |
| ILO: International labour Organization                        | 1919/ 1946 | UN-agency - Official website | tri-partite overleg: werknemers/ werkgevers/ overheid                                                    |
| NOSA: 5-star Safety management system                         | 1968       | National Occupational Safety Association (NOSA-SA)                                                                                        | Oorspronkelijk veiligheid in hout fabriek in Zuid-Afrika, maar later ook toegepast in andere industrieën |
| OSHA: Occupational Safety and Health Administration           | 1971       | VS: department of labor - Official website                                                                                                | Private sector werkgevers en werknemers + deels publieke sector                                          |
| ISRS: International Safety Ranking system                     | 1976       | Ontwikkelaar:Frank Bird et al., International Loss Control Institute (ILCI) [NU: DNV GL]                                                  | Standaarden mbt compliance + verantwoording                                                              |
| ISO 9001: Quality management system                           | 1987       | ISO | Kwaliteitsmanagement systemen                                                                            |
| OSHA-VPP: Volunteer Protection Program                        | 1989       | OSHA | Programma binnen OSHA                                                                                    |
| ISO 14001: Milieu                                             | 1996       | ISO | Milieumanagement systemen                                                                                |
| BS 8800: British standard                                     | 1996       | British Standards institute (BSi) Group link                                                                                              | Arbeidsgerelateerde gezondheid en veiligheid                                                             |
| OHSAS 18001: Occupational Health and Safety Assessment Series | 1999       | Internationale OHSAS project group (Nationale Standaard of certificerings organisaties, universiteiten, adviseurs, secretariaat door BSi) | Arbeidsgerelateerde gezondheid en veiligheid                                                             |
| ANSI Z10: U.S.A. Standard                                     | 2005       | American National Standards Institute | Arbeidsgerelateerde gezondheid en veiligheid                                                             |
| OHSAS 18001: Occupational Health and Safety Assessment Series | 2007       | OHSAS project group (secretariat BSi) | Arbeidsgerelateerde gezondheid en veiligheid                                                             |
| ISO 31000: Risicomanagement                                   | 2009       | ISO | Principes en richtlijnen voor Risicomanagement                                                           |
| ISO 22301: Business continuity                                | 2012       | ISO | Voorbereiding op en responsiviteit voor incidenten                                                       |
| ISO 45001: Occupational health and safety                     | 2018?      | ISO | Arbeidsgerelateerde gezondheid en veiligheid                                                             |

Het grootste deel van die veiligheidsmanagementsystemen waren lokale initiatieven of initiatieven voor beperkte doelgroepen of activiteiten in plaats van de gehele scope te bevatten van veiligheidsbeheersactiviteiten. Het werkterrein van die lokale initiatieven reikte meestal niet verder dan één of enkele landen.
Sommige veiligheidsmanagementsystemen waren internationaal aanvaard. Dit waren vaak systemen die ontwikkeld werden door individuele certificatieorganisaties DNV had zijn ‘OHSMS’, Lloyd’s zijn ‘SMS 8800’, BVQI zijn ‘SafetyCert’ en SGS had zijn ‘ISA 2000’. Er bleef echter discussie over de validiteit en de generieke toepasbaarheid van deze normen, waardoor het komen tot een algemeen geaccepteerde managementsysteem uitbleef. Men had daarbij de behoefte aan een systeem dat auditeerbaar en certificeerbaar is.

### OHSAS 18001de facto de standaard
De ogen voor het maken van arbo standaarden waren oorspronkelijk gericht op ISO. In 1996 was men op een internationale ISO- workshop, op 5 en 6 september ’96, die zich boog over het thema ‘Occupational Health and Safety’ tot de conclusie gekomen dat er niet echt behoefte was aan een ISO-standaard voor arbeidsveiligheid. In 1997 heeft het ‘Technical Management Board’ (TMB) van ISO het ontwikkelen van een veiligheidsmanagementsysteem echter uitgesteld. In 2000 werd het voorstel van de BSI (British Standards Institute) om een technische commissie op te zetten om de bestaande Britse arbo standaard BS 8800 om te zetten in een ISO standaard wederom niet opgevolgd. Hoewel 29 leden hadden voorgestemd hadden 20 leden tegengestemd en onder ISO regels kan het opvolgen van zo'n voorstel slechts worden gedaan bij een twee-derde meerderheid. Aansluitend werd door de TMB besloten dat het het nastreven van een aanbieding van de ILO (International Labour Office) om samen te werken op de laatste eigen project aan het ontwikkelen van een standaard op OHSMS voor ISO niet juist zou zijn.
Gezien het aldus uitblijven van een wereldwijd aanvaard veiligheidsmanagementsysteem, ontwikkelde het ‘British Standards Institution’ in 1999 een norm op het gebied van arbo management en noemde deze OHSAS 18001. De bedoeling van OHSAS 18001 was om deze voor elk bedrijf toepasbaar te laten zijn. Deze norm werd daarom ontwikkeld in nauwe samenwerking met andere standaardorganisaties, certificatieorganisaties en gespecialiseerde consultants en al snel werd deze standaard internationaal erkend en breed toegepast. In een groot aantal landen is OHSAS 18001 overgenomen als nationale norm. Ondertussen is de toepassing en bekendheid van OHSAS 18001 zodanig dat gesproken kan worden van een internationale norm.

### ISO 45001 standaard
In 2013 is binnen ISO toch besloten om OHSAS 18001 te reviseren en als ISO-norm (ISO 45001) te integreren. Op internationaal niveau is een Project Committee ingericht (ISO/PC 283) die zich bezighoudt met de revisie. Deze ontwikkeling kost echter tijd want omdat het een ISO-norm betreft, heeft hij wereldwijde werking. Hij moet dus van toepassing zijn in landen als India, Bangladesh, waar men nog niet zo ver is met deze zaken, maar ook in landen als het Verenigd Koninkrijk of Nederland, waar veiligheid en gezondheid al redelijk op peil is. Het kost tijd die norm te harmoniseren voor alle landen die deelnemen in ISO. Op 14 januari 2016 is de Draft International Standard (DIS) gepubliceerd. De oorspronkelijke planning voor publicatie van ISO 45001 was 2016, echter dit is vertraagd wegens het vele commentaar dat is gegeven op de concept versie en de tijd die dat kostte om deze te behandelen tijdens de vergaderingen. Nadat de stemming over de eerste Draft International Standard (DIS)-versie negatief was verlopen, is het de ISO-normcommissie nog niet gelukt een tweede DIS-versie op te stellen. Eerder was de verwachting dat de tweede DIS-versie begin 2017 zou worden gepubliceerd. Tijdens de laatste vergadering is het echter niet gelukt om alle commentaren te bespreken en is er nog een derde vergaderronde nodig die gepland staat voor begin 2017. In plaats van met een definitief concept te kunnen komen zal er eerst een 2e concept versie gepubliceerd moeten worden voor commentaar die niet eerder dan april/mei 2017 kan worden gepubliceerd. De publicatie van de definitieve standaard verschuift hiermee naar begin 2018.
Het tijdschema ziet er als volgt uit:
| Stadium                                      | Datum            |
| DIS "Draft International Standard"           | 12 februari 2016 |
| 2e DIS "Draft International Standard"        | april/mei2017    |
| FDIS (Finale "Draft International Standard") | najaar 2017      |
| Publicatie ISO 45001                         | begin 2018       |

Zodra de "Final Draft International Standard" (FDIS) versie wordt gepubliceerd kan alleen nog ja of nee worden gestemd en kan geen commentaar meer worden gegeven op de inhoud van de norm. Op het moment dat deze versie gepubliceerd is kan een audit worden uitgevoerd. Zodra dan de definitieve versie gepubliceerd is, kan een certificaat worden afgegeven.

## Structuur ISO 45001 conform Annex SL
Onderstaand wordt de voorgestelde structuur van ISO 45001 weergeven, conform de structuur van Annex SL. In rood worden de specifieke zaken aangegeven voor arbo (milieu en kwaliteit hebben andere specifieke sub-clausules, zie voor een vergelijking Annex SL). 
| Nr. | (sub)Clausule                                                                       | Nr.  | (sub)Clausule                                                   |
| --- | ----------------------------------------------------------------------------------- | ---- | --------------------------------------------------------------- |
| 4   | Context van de organisatie                                                          | 8    | Uitvoering                                                      |
| 4.1 | Begrijpen van de organisatie en haar context                                        | 8.1  | Planning en beheer van uitvoering                               |
| 4.2 | Begrip van de behoeften en verwachtingen van belanghebbenden                        |      | 8.1.1 Algemeen                                                  |
| 4.3 | Bepalen van het toepassingsgebied van het Arbo management systeem management system |      | 8.1.2 Hiërarchie van beheersmaatregelen                         |
| 4.4 | Arbo management systeem                                                             | 8.2  | Beheer van wijzigingen                                          |
| 5   | Leiderschap en medewerkers (worker particpants)                                     | 8.3  | Uitbesteding                                                    |
| 5.1 | Leiderschap en toewijding                                                           | 8.4  | Inkoop                                                          |
| 5.2 | Arbo beleid                                                                         | 8.5  | (Onder)aannemers                                                |
| 5.3 | Organisatorische rollen, verantwoordelijkheden, rekenschap en bevoegdheden          | 8.6  | Voorbereid zijn op noodsituaties en reactie                     |
| 5.4 | Participatie & consultatie                                                          | 9    | Prestatie evaluatie                                             |
| 6   | Planning                                                                            | 9.1  | Monitoring, meting, analyse en evaluatie                        |
| 6.1 | Acties om risico's te adresseren die verbonden zijn aan bedreigingen en kansen      |      | 9.1.1 Algemeen                                                  |
|     | 6.1.1 Algemeen                                                                      |      | 9.1.2 Evaluatie van naleving van wettelijke en andere vereisten |
|     | 6.1.2 Identificatie van gevaren en beoordeling van arbo-risico's                    | 9.2  | Interne audit                                                   |
|     | 6.1.3 Vaststelling van toepasselijke wettelijke vereisten                           |      | 9.2.1 Interne audit doelstellingen                              |
|     | 6.1.4 Planning voor acties                                                          |      | 9.2.2 Interne audit processen                                   |
| 6.2 | Arbo doelstellingen en planning om die te bereiken                                  | 9.3  | Management review                                               |
| 7   | Ondersteuning                                                                       | 10   | Verbetering                                                     |
| 7.1 | Middelen                                                                            | 10.1 | Incident, non-conformiteit en corrigerende maatregelen          |
| 7.2 | Competentie                                                                         | 10.2 | Continue verbeteringen                                          |
| 7.3 | Bewustzijn                                                                          |      | 10.2.1 Continue verbetering doelstellingen                      |
| 7.4 | Informatie en communicatie                                                          |      | 10.2.2 Continue verbetering proces                              |
| 7.5 | Gedocumenteerde informatie                                                          |      |                                                                 |
|     | 7.5.1 Algemeen                                                                      |      |                                                                 |
|     | 7.5.2 Creëren en bijwerken                                                          |      |                                                                 |
|     | 7.5.3 Beheer van gedocumenteerde informatie                                         |      |                                                                 |

## Belangrijkste verschillenOHSAS 18001
- Het begrip arbeider (‘worker’) moet centraal staan.
- Stakeholders, welke partijen hebben belang bij of invloed op de organisatie
- Leiderschap; meer aandacht voor de rol en toerekenbaarheid (accountability) van de directie, QHSE-doelstellingen moeten meer geïntegreerd zijn met de bedrijfsdoelstellingen.
- Competenties; minder aandacht voor training en opleiding, meer voor bekwaamheid.
- Geen procedures maar processen; processen en registraties moeten worden gedocumenteerd, procedures zijn niet verplicht.
- Uitbestede processen; beheersen van toeleveranciers processen (dit is nog een van de discussiepunten binnen de normcommissie).
- Risico’s én kansen; meer mogelijkheden voor kans- en risico gestuurd denken, in plaats van rigide processen en procedures.
- Continue verbetering; meer aandacht hiervoor in een apart hoofdstuk.
- Cultuur met betrekking tot arbomanagement; hoe dit te auditen?
- Arbeidshygiënische strategie (AHS); meer aandacht voor commitment tot afwegen van maatregelen conform arbo.
- Safety Performance Indicators; de Nederlandse normcommissie wil graag dat hier iets over wordt opgenomen in de norm.[4]